# Burgemeester Wendelaarlantaarn
De burgemeester Wendelaarlantaarn (1932) is een lantaarn en gedenkteken in Alkmaar, ter herinnering aan burgemeester Willem Carel Wendelaar.

## Achtergrond
Mr. Willem Carel Wendelaar (Amsterdam, 1882 - Den Haag, 1967) was werkzaam bij het Ministerie van Oorlog toen hij in 1919 benoemd werd tot burgemeester van Alkmaar. Ter gelegenheid van zijn koperen jubileum  werd door architect A.J. Kropholler een lantaarn met zitbank ontworpen, die hem in juni 1932 namens de bevolking werd aangeboden. De lantaarn werd geplaatst op het Kerkplein (het latere Canadaplein) bij de Laurenskerk, in de nabijheid van door Kropholler ontworpen panden. Op 8 oktober 1932, de dag van het Alkmaars Ontzet, werd de lantaarn aan de burgemeester overgedragen. In het jaar na plaatsing van de lantaarn volgde Wendelaar H.J. Knottenbelt op als lid van Tweede Kamer der Staten-Generaal en trad hij af als burgemeester.
In 2000 verhuisde het gedenkteken naar de Koorstraat, aan de andere kant van de kerk.

## Beschrijving
Het ongeveer zeven meter hoge gedenkteken bestaat uit een vierkante zuil van gemetselde baksteen, bekroond door een koperen lantaarn. Aan de voet is een granieten zitbank geplaatst, waarboven een band is aangebracht met rondom de inscriptie: 

DOOR DE BURGERIJ AAN BURGEMEESTER W.C. WENDELAAR. 1 DEC. 1919 - 1 JUNI 1932

## Waardering
De lantaarn werd in 2002 als rijksmonument ingeschreven in het monumentenregister. Het is "van algemeen belang vanwege de architectuur- en cultuurhistorische waarde als gaaf en representatief voorbeeld van een gedenkteken waarin een zitbank en lantaarn zijn gecombineerd, ontworpen door A.J. Kropholler en gesitueerd in de nabijheid van eveneens door hem ontworpen gebouwen." Daarbij ging het om het Hooge Huys en de Princenhof uit 1931-1933.

## Kopieën in Leiden en Waalwijk
Bij de ingang van de door Kropholler ontworpen Petruskerk aan de Lammenschansweg in Leiden werden in 1935 twee soortgelijke straatlantaarns met zitbank geplaatst naar het voorbeeld van de Burgemeester Wendelaarlantaarn. Zij werden in 2000 aangewezen als rijksmonument. Ook voor het voormalige gemeentehuis van Waalwijk staat sinds 1936 een identieke straatlantaarn van Kropholler.